# O Monstro
Il mostro (bra/prt: O Monstro) é um filme franco-italiano dirigido e estrelado por Roberto Benigni.

## Elenco
- Roberto Benigni como Loris
- Michel Blanc como Paride Taccone
- Nicoletta Braschi como Jessica Rossetti
- Dominique Lavanant como Jolanda Taccone
- Jean-Claude Brialy como Roccarotta
- Laurent Spielvogel como Frustalupi
- Ivano Marescotti como Pascucci
- Franco Mescolini como professor de chinês
- Massimo Girotti como residente distinto
- Luciana Pieri Palombi como Claudia
- Vittorio Amandola como Negociante do antiquário
- Rita Di Lernia como Moglie Antiquario (Maria Rita Bresadola di Lernia)
- Gennaro Morrone como	Edicolante
- Vincenzo Vitagliano como inquilino
- Giulio Turli como homem alto

## Recepção
No Rotten Tomatoes, o filme tem uma avaliação de 40% baseada nas avaliações de 10 críticos.